# Premier League Darts
La Premier League Darts è un torneo di freccette organizzato dalla Professional Darts Corporation (PDC) e lanciato il 20 gennaio 2005 su Sky Sports. Il campionato è ora giocato settimanalmente da febbraio a maggio, avendo originariamente iniziato come un appuntamento quindicinale.
I precedenti sponsor erano McCoy's, Whyte and Mackay, che succedettero a Holsten, dopo aver firmato un contratto di tre anni per supportare l'evento nell'ottobre 2007 e 888.com. Il fondo premi è salito da £ 265.000 a £ 340.000 nel 2008, in costante aumento ogni anno per un fondo premio di £ 855.000 nell'edizione 2019. Il vincitore riceve attualmente £ 250.000.
Phil Taylor ha dominato questo evento, vincendo sei dei tredici tornei in cui ha partecipato. È stato imbattuto per tutte le prime tre stagioni prima che James Wade finisse i suoi 44 match run nella prima partita della stagione 2008. Un nuovo campione doveva essere incoronato dopo che Mervyn King lo aveva sconfitto nelle semifinali del 2009. Wade sconfigge King 13-8 in finale, per vincere il primo premio da £ 125.000. Phil Taylor sconfisse James Wade nella stagione successiva per ottenere il suo quinto titolo nella competizione nel 2010; tuttavia, è stato sconfitto nella semifinale del torneo del 2011. Gary Anderson è diventato campione nella sua stagione di debutto sconfiggendo Adrian Lewis in una ripetizione della finale del campionato del mondo all'inizio di quell'anno. Phil Taylor ha reclamato il titolo l'anno successivo, dopo aver sconfitto Simon Whitlock nella finale del 2012, ma ha perso la finale del 2013 contro Michael van Gerwen. Un anno dopo, Taylor - che ha perso quattro delle sue prime cinque partite della stagione e si è assicurato solo la qualificazione ai playoff nell'ultima serata di campionato - ha perso contro l'eventuale campione Raymond van Barneveld in semifinale.
| Giocatore             | Vittorie | Secondo | Finali | Partecipazioni |
| --------------------- | -------- | ------- | ------ | -------------- |
| Phil Taylor           | 6        | 2       | 8      | 13             |
| Michael van Gerwen    | 7        | 2       | 9      | 12             |
| Gary Anderson         | 2        | 0       | 2      | 8              |
| James Wade            | 1        | 2       | 3      | 8              |
| Raymond van Barneveld | 1        | 0       | 1      | 14             |
| Terry Jenkins         | 0        | 1       | 1      | 5              |
| Mervyn King           | 0        | 1       | 1      | 2              |
| Adrian Lewis          | 0        | 1       | 1      | 10             |
| Colin Lloyd           | 0        | 1       | 1      | 3              |
| Roland Scholten       | 0        | 1       | 1      | 3              |
| Simon Whitlock        | 0        | 1       | 1      | 6              |
| Peter Wright          | 0        | 1       | 1      | 5              |
| Michael Smith         | 0        | 1       | 1      | 2              |

## Medie più alte
| Ten highest Premier League one-match averages | Ten highest Premier League one-match averages | Ten highest Premier League one-match averages | Ten highest Premier League one-match averages | Ten highest Premier League one-match averages |
| Media                                         | Giocatore                                     | Anno                                          | Avversario                                    | Risultato                                     |
| --------------------------------------------- | --------------------------------------------- | --------------------------------------------- | --------------------------------------------- | --------------------------------------------- |
| 123.40                                        | Michael van Gerwen                            | 2016                                          | Michael Smith                                 | 7–1                                           |
| 119.50                                        | Peter Wright                                  | 2017                                          | Adrian Lewis                                  | 7–2                                           |
| 117.95                                        | Michael van Gerwen                            | 2016                                          | Robert Thornton                               | 7–5                                           |
| 117.35                                        | Phil Taylor                                   | 2012                                          | Simon Whitlock                                | 8–4                                           |
| 116.90                                        | Michael van Gerwen                            | 2015                                          | James Wade                                    | 7–0                                           |
| 116.67                                        | Michael van Gerwen                            | 2016                                          | Peter Wright                                  | 7–2                                           |
| 116.10                                        | Phil Taylor                                   | 2012                                          | James Wade                                    | 8–1                                           |
| 116.01                                        | Phil Taylor                                   | 2009                                          | John Part                                     | 8–3                                           |
| 115.80                                        | Phil Taylor                                   | 2015                                          | Raymond van Barneveld                         | 4–7                                           |
| 115.25                                        | Phil Taylor                                   | 2016                                          | Dave Chisnall                                 | 7–5                                           |

## Partecipazioni
Phil Taylor ha fatto la sua apparizione in tutte le competizioni della Premier League fino al suo ritiro dopo il campionato mondiale di freccette del PDC del 2018. Raymond van Barneveld ha gareggiato in tutte le Premier League da quando è entrato nel PDC nel 2006. Dal 2005 fino al torneo del 2010, i primi sei giocatori del PDC Order of Merit dopo il PDC World Darts Championship si sono qualificati automaticamente, con un jolly (2005 e 2006) e due wildcard (2007-2010) scelti da PDC o Sky Sports. Dal torneo del 2011, solo i primi quattro nell'ordine di merito PDC si sono qualificati automaticamente, con quattro Wildcard (2011 e 2012) scelti da PDC e Sky Sports. Nel 2013, il torneo è cresciuto da otto a dieci, con i primi quattro giocatori del PDC Order of Merit che si qualificano automaticamente e sei altri giocatori scelti come Wildcard sulla base della loro prestazione nell'ultimo anno o nelle precedenti edizioni della Premier League.

### Giocatori della Premier League per anno
- 2005: Phil Taylor, Colin Lloyd, Peter Manley, Roland Scholten, Mark Dudbridge, John Part, Wayne Mardle
- 2006: Phil Taylor, Raymond van Barneveld, Roland Scholten, Colin Lloyd, Ronnie Baxter, Peter Manley, Wayne Mardle
- 2007: Phil Taylor, Raymond van Barneveld, Terry Jenkins, Dennis Priestley, Colin Lloyd, Peter Manley, Adrian Lewis, Roland Scholten
- 2008: Phil Taylor, James Wade, Raymond van Barneveld, Adrian Lewis, Wayne Mardle, Peter Manley, Terry Jenkins, John Part
- 2009: Phil Taylor, James Wade, Raymond van Barneveld, Mervyn King, Terry Jenkins, John Part, Jelle Klaasen, Wayne Mardle, plus guest appearances by Robert Thornton, Adrian Lewis, Dennis Priestley, Mark Webster and Gary Anderson
- 2010: Phil Taylor, Simon Whitlock, James Wade, Mervyn King, Ronnie Baxter, Raymond van Barneveld, Adrian Lewis, Terry Jenkins
- 2011: Phil Taylor, Raymond van Barneveld, Gary Anderson, Adrian Lewis, James Wade, Simon Whitlock, Terry Jenkins, Mark Webster
- 2012: Phil Taylor, Simon Whitlock, Andy Hamilton, James Wade, Raymond van Barneveld, Adrian Lewis, Kevin Painter, Gary Anderson
- 2013: Michael van Gerwen, Raymond van Barneveld, Phil Taylor, James Wade, Robert Thornton, Simon Whitlock, Andy Hamilton, Adrian Lewis, Wes Newton, Gary Anderson
- 2014: Michael van Gerwen, Raymond van Barneveld, Phil Taylor, Gary Anderson, Peter Wright, Adrian Lewis, Dave Chisnall, Robert Thornton, Wes Newton, Simon Whitlock
- 2015: Michael van Gerwen, Dave Chisnall, Gary Anderson, Raymond van Barneveld, Phil Taylor, Adrian Lewis, James Wade, Stephen Bunting, Peter Wright, Kim Huybrechts
- 2016: Michael van Gerwen, Phil Taylor, Gary Anderson, Adrian Lewis, Peter Wright, James Wade, Raymond van Barneveld, Robert Thornton, Dave Chisnall, Michael Smith.[1]
- 2017: Michael van Gerwen, Peter Wright, Phil Taylor, Gary Anderson, Dave Chisnall, Raymond van Barneveld, James Wade, Adrian Lewis, Jelle Klaasen, Kim Huybrechts.[2]
- 2018: Michael van Gerwen, Gary Anderson, Peter Wright, Daryl Gurney, Mensur Suljović, Rob Cross, Raymond van Barneveld, Michael Smith, Gerwyn Price, Simon Whitlock
- 2019: Michael van Gerwen, Rob Cross, Peter Wright, Daryl Gurney, Gerwyn Price, Michael Smith, James Wade, Mensur Suljovic, Raymond van Barneveld, plus guest appearances by Chris Dobey, Glen Durrant, Steve Lennon, Luke Humphries, John Henderson, Nathan Aspinall, Max Hopp, Dimitri Van den Bergh and Jeffrey de Zwaan.[3][4]